# 焔に向かって
『焔に向かって』（ほのおにむかって、フランス語：Vers la flamme）作品72はアレクサンドル・スクリャービンの最後のピアノ曲の一つ。1914年に作曲された。
作品の開始に現れる動機（C#-D）が繰り返されるうちに、徐々に息の長い旋律線に成長するよう作曲されており、ラヴェルの《ボレロ》に先駆けて、クレッシェンドが構成原理に利用されている。当初は「ピアノ・ソナタ第11番」として着想されたが、上記のように、従来のソナタ形式とは大きくかけ離れた楽曲構成法のため、ソナタではなく、スクリャービン自身によって「詩曲」に分類された。ホロヴィッツによると、スクリャービンは世界の終末を夢に見てから、この作曲を思い立ち、地球が灰燼に帰すという幻影からこのような題名を付けたという。曲全体がほぼ神秘和音で統一されている。